# 埃斯蓬加貝拉
20°27′11″S 32°46′21″E / 20.45306°S 32.77250°E
埃斯蓬加貝拉（Espungabera），是莫桑比克的城鎮，位於該國中西部，由馬尼卡省負責管轄，是莫蘇里澤區的首府，該城鎮距離津巴布韋邊界4公里。